# در این زندگی ما
در این زندگی ما (انگلیسی: In This Our Life) فیلمی در ژانر درام به کارگردانی جان هیوستون است که در سال ۱۹۴۲ منتشر شد.

## بازیگران
- بت دیویس
- اولیویا دی هاویلند
- چارلز کوبرن
- جورج برنت
- دنیس مورگن
- بیلی برک
- والتر هیوستون
- هتی مک‌دنیل
- لی پاتریک
- فرانک کراون
- فرد کلسی
- روت فورد
- ویلیام بی. دیویدسون
- ویلیام فارست